# Абдрахманово (Альметьєвський район)
Абдрахма́ново (тат. Ğabderaxman, Габдерахман) — село в Альметьєвському районі Татарстану на річці Степовий Зай за 18 км на південний схід від міста Альметьєвська.
Відомо з 1747 року.
У 1989 році — 1300 жителів (татари). У 1997 р. — 1396. Середня школа, мечеть. Розвинене рільництво, молочне скотарство.